# هملت (فیلم ۱۹۱۷)
«هملت» (انگلیسی: Hamlet (1917 film)) یک فیلم است که در سال ۱۹۱۷ منتشر شد.